# Hookeriopsis corcovadensis
Hookeriopsis corcovadensis är en bladmossart som beskrevs av Georg Friedrich von Jaeger 1877. Hookeriopsis corcovadensis ingår i släktet Hookeriopsis och familjen Hookeriaceae. Inga underarter finns listade i Catalogue of Life.